# こんにちは!奥さん2時です
『こんにちは!奥さん2時です』（こんにちは おくさんにじです）は、1975年3月31日から1977年9月30日まで東京12チャンネル（現・テレビ東京）と近畿放送テレビ（現・京都放送＝KBS京都）とサンテレビで放送されていたワイドショーである。

## 概要
主婦をターゲットにした昼の帯番組。テーマ音楽は服部克久が担当した。
原点は、東京12チャンネルが毎日放送と共同製作していた『ファミリースタジオ230』である。放送時間を変更・拡大した後継番組『奥さん!2時です』も引き続きこの2局が共同製作していたが、1975年3月30日のネットチェンジによる系列局の整理により、両局は番組販売で残った一部の番組を除いてネットワークを解消。以後毎日放送は、主に西日本エリアのJNN加盟局を対象にしたブロックネット番組『スタジオ2時』を単独製作するようになった。
一方の東京12チャンネルは、番組の同時ネットを行うなど近畿地方での実質的な系列局となっていた近畿放送テレビとサンテレビに共同製作番組の企画を打診した。そうして誕生したのが本番組であり、月曜・木曜・金曜は東京12チャンネルが、火曜は近畿テレビが、水曜はサンテレビがそれぞれ担当。特に近畿テレビとサンテレビが担当した曜日では、出演者とスタッフの一部に『奥さん!2時です』のメンバーを引き続き起用していたことから、製作局を変えた続編という位置づけにもなった。
本番組の終了後も、上記3局の共同製作ワイドは『ハーイ!2時です』『奥さま2時です』『ティータイム2』と続いた。しかし、1981年4月放送開始の『平光淳之助のひるワイド・2時の家庭百貨→いきいき2時』では3局のネット関係は維持されていたものの、近畿放送テレビとサンテレビは番組製作から外れ、全曜日ともに東京12チャンネル発となった。そして番組自体もテレビ大阪開局の半年前にあたる同年9月に終了し、これが3局ネットによる最後の2時ワイドとなった。

## 放送時間
いずれも日本標準時。
- 月曜 - 金曜 14:00 - 14:55 （1975年3月31日 - 1975年9月30日）
- 月曜 - 金曜 14:00 - 15:25 （1975年10月1日 - 1977年9月30日）

## 司会
- 東京12チャンネル製作分：川口浩（『奥さん!2時です』からの続投）
- 近畿放送テレビ製作分：上岡龍太郎、久保田ひろみ
- サンテレビ製作分：小曽根実、近衛真理（宝塚歌劇団出身の女優）